# Crocodilosa kittenbergeri
Espèce
Crocodilosa kittenbergeri est une espèce d'araignées aranéomorphes de la famille des Lycosidae.

## Distribution
Cette espèce se rencontre en Afrique orientale.

## Étymologie
Cette espèce est nommée en l'honneur de Kálmán Kittenberger.

## Publication originale
- Caporiacco, 1947 : Arachnida Africae Orientalis, a dominibus Kittenberger, Kovács et Bornemisza lecta, in Museo Nationali Hungarico servata. Annales historico-naturales musei nationalis hungarici, vol. 40, p. 97-257.